# Le astuzie femminili
Représentations notables
- 1795, Barcelone
- 1797, Lisbonne
- 1799, Vienne
- 1802, Paris
- 1804, Londres
- 27 mai 1920, Paris (version révisée par Respighi)

Le astuzie femminili (en français : Les astuces féminines ou Les ruses féminines) est un dramma giocoso en deux actes du compositeur Domenico Cimarosa sur un livret italien de Giuseppe Palomba. L'opera buffa a été créé au Teatro dei Fiorentini à Naples, Italie le 26 août 1794. L'opéra a par la suite été créé à Barcelone en 1795, Lisbonne en 1797, Vienne en 1799, Paris en 1802, et Londres en 1804. Il est resté populaire durant le premier quart du XIXe siècle. Bien que peu joué de nos jours, l'opéra est parfois remonté et un certain nombre d'enregistrements en ont été faits.
Ottorino Respighi en a fait une révision et une nouvelle instrumentation (P. 126) en 1920. La version de Respighi a été créée à l'Opéra de Paris le 27 mai 1920.

## Composition
Écrit pour la cour de Vienne et Léopold II en 1792, le livret de Giuseppe Palomba est tiré d'une œuvre de Giovanni Bertati, « L'amor rende sagace », sous laquelle l'œuvre est parfois reprise. En raison de la mort de l'empereur le 1er mars 1792, Cimarosa abandonne son poste de maître de chapelle et retourne en Italie. L'opéra est finalement créé à Naples, le compositeur ayant été précédée par la renommée de son opéra, Le Mariage secret.
Si Rossini considérait « Le Trame deluse » (1786) comme le véritable chef-d'œuvre de Cimarosa, « Le astuzie femminili » avec « I Traci amanti » – qui date de la même période – sont « considérés comme parmi ses meilleurs opéras. »

## Rôles
| Rôle                                              | Voix          | Création, 26 août 1794 (Chef: - ) |
| ------------------------------------------------- | ------------- | --------------------------------- |
| Signor Lasagna Giampaolo, propriétaire napolitain | basse         | Carlo Casaccia "Casacciello"      |
| Bellina, pupille du Dottor Romualdo               | soprano       | Giovanna Codecasa                 |
| Dottor (docteur) Romualdo                         | baryton       | Luigi Martinelli                  |
| Filandro, amoureux de Bellina                     | ténor         | Antonio Benelli                   |
| Ersilia, amie de Bellina                          | soprano       | Marianna Muraglia                 |
| Leonora, gouvernante                              | mezzo-soprano | Luisa Negri                       |

## Intrigue
La romaine Bellina est fiancée avec Filandro, qui ne peut cependant pas l'épouser, car le père qui vient de mourir, a indiqué dans son testament qu'elle ne recevra son héritage légitime que si elle épouse le napolitain Giampaolo. Pour compliquer davantage la situation, le Dr Romualdo, tuteur de Bellina, en est lui aussi amoureux. Mais grâce à l'aide de la femme de chambre Ersilia et de la gouvernante Eleonora et après avoir utilisé toutes sortes de stratagèmes, de subterfuges et de déguisements, elle finit par épouser son bien-aimé Filandro.

## Discographie
- Le astuzie femminili dirigé par  Mario Rossi avec le Coro e Orchestra Sinfonica di Napoli della RAI. Distribution: Sesto Bruscantini (Lasagna), Graziella Sciutti (Bellina), Franco Calabrese (Don Romualdo), Luigi Alva (Filandro), Renata Mattioli (Ersilia), et Anna Maria Rota (Leonora). Enregistré en direct le 25 septembre 1959, et publié par label Voce. Réed. : (OCLC 53211038)
- Le astuzie femminili dirigé par Massimo de Bernart avec l'Orchestre du Festival Martina Franca. Distribution: Nelson Portella (Lasagna), Daniela Dessi (Bellina), Simone Alaimo (Don Romualdo), Michele Faruggia (Filandro), Adele Cossi (Ersilia), et Petra Malakova (Leonora). Enregistrement en direct le 3 août 1984, et publié par le label Fonit Cetra. (OCLC 32369379)